# Ernst-Günther Skiba
Ernst-Günther Skiba (* 28. Mai 1927 in Gadderbaum; † 10. Juli 2012 in Berlin) war ein deutscher Sozialwissenschaftler und Hochschullehrer.

## Leben

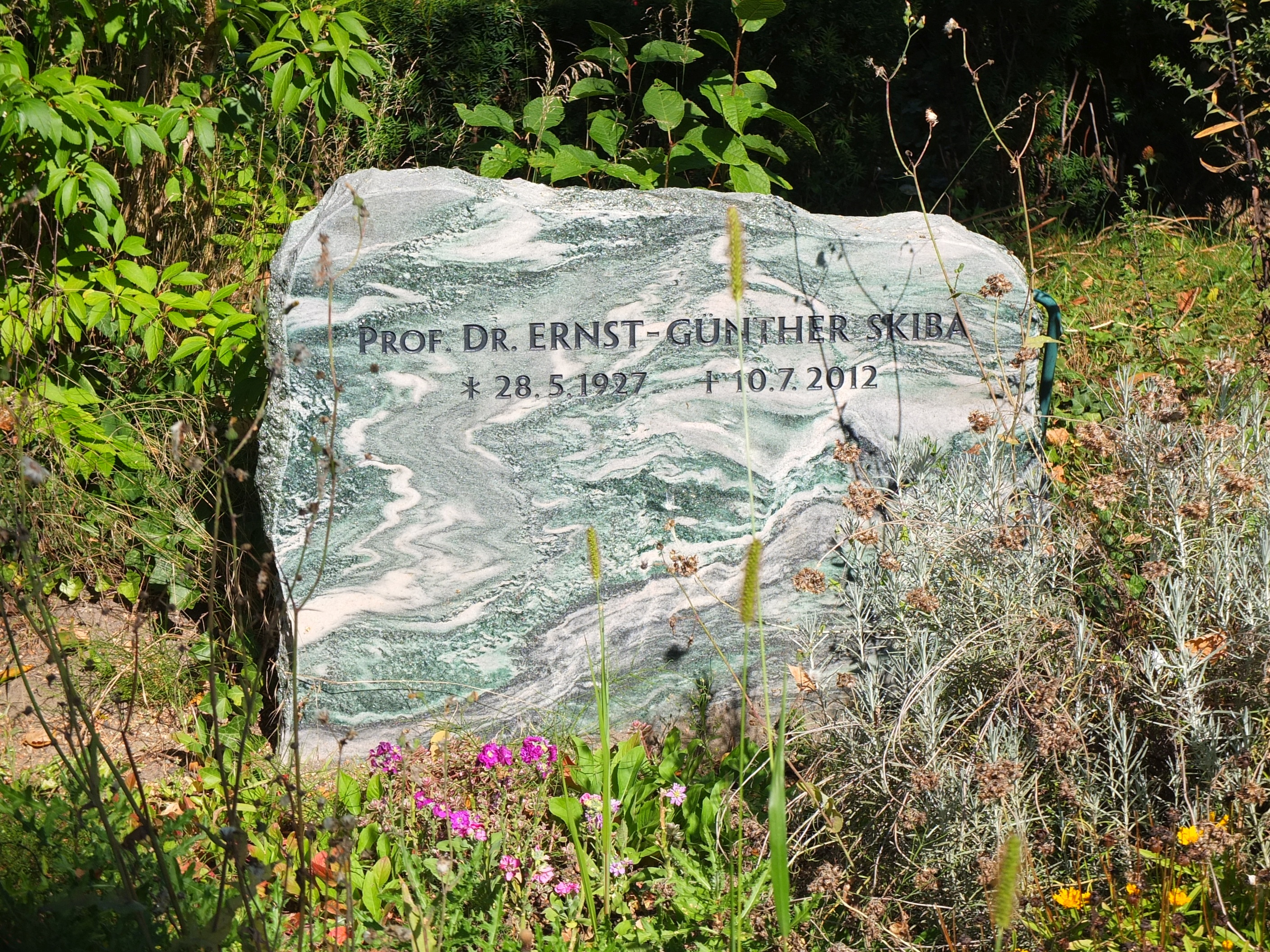
Grab von Skiba auf dem Friedhof Zehlendorf

Skiba wurde 1969 an der Universität Hamburg promoviert. Seine Dissertation war „die erste und zugleich auch größte und bekannteste empirische Untersuchung zur Stellung des Sozialarbeiters in der Gesellschaft“.
1973 wurde er an die Freie Universität Berlin berufen, wo er bis 1992 als Professor für Sozialpädagogik und Sozialarbeit tätig war. Dabei erwarb er sich Verdienste um die Begründung einer universitären Sozialpädagogik. Sein besonderes Interesse galt der psychoanalytischen Sozialpädagogik.
Neben Forschung und Lehre betrieb er eine psychotherapeutische Praxis.
Seine letzte Ruhestätte befindet sich auf dem Friedhof Zehlendorf. (Feld 020-384)

## Veröffentlichungen (Auswahl)
- Der Sozialarbeiter in der gegenwärtigen Gesellschaft (Diss.), 2. Aufl., Weinheim, Basel 1972
- Diplom-Pädagoge – und was dann? (Hrsg.), Berlin 1984, ISBN 3-88433-013-6